# Ingo Rehberg
Ingo Rehberg (* 1954 in Bad Segeberg) ist ein deutscher Physiker.
Rehberg begann 1974 sein Physikstudium an der Christian-Albrechts-Universität Kiel und diplomierte dort 1980 über „Die Anwendung der Ginzburg-Landau Gleichung auf zwei hydrodynamische Instabilitäten“. Von 1980 bis 1983 promovierte er als wissenschaftlicher Mitarbeiter am Max-Planck-Institut für Strömungsforschung in Göttingen über „Eine strömungsakustische Spitzenkatastrophe“. Von 1983 bis 1985 absolvierte er ein DFG-Stipendium an der Universität von Kalifornien am Standort Santa Barbara, anschließend arbeitete er bis 1991 als Akademischer Rat an der Universität Bayreuth, wobei seine experimentellen Arbeiten ebenfalls von der DFG gefördert wurden. Er habilitierte 1990 an der Universität Bayreuth in Experimentalphysik über „Strukturbildung durch hydrodynamische Instabilitäten“. Von 1991 bis 1994 war er als Privatdozent an der Universität Bayreuth tätig, bis 1999 als Professor für Experimentalphysik/Nichtlineare Phänomene an der Otto-von-Guericke-Universität Magdeburg und seit 1999 hat er einen Lehrstuhl für Experimentalphysik an der Universität Bayreuth inne.
Ingo Rehberg wurde 1998 für seine Leistungen mit dem Gottfried-Wilhelm-Leibniz-Preis der Deutschen Forschungsgemeinschaft ausgezeichnet.

## Auszeichnungen
- 1987/88 – Minerva-Stipendium des Weizmann-Instituts in Rehovot, Israel
- 1988 – Gerhard-Hess-Preis der Deutschen Forschungsgemeinschaft
- 1995 – Heisenberg-Stipendium
- 1998 – Gottfried-Wilhelm-Leibniz-Preis der Deutschen Forschungsgemeinschaft